# Antonio Paganin
Antonio Paganin (Vicenza, 18 giugno 1966) è un allenatore di calcio ed ex calciatore italiano, di ruolo difensore, tecnico del Mestrino Rubano.

## Biografia
È il fratello maggiore di Massimo Paganin.

## Carriera

### Giocatore
Cresce calcisticamente nel settore giovanile del Bologna, dove nella stagione 1981-1982 contribuì alla conquista del Campionato Allievi Nazionali. Dopo una fugace presenza nella Coppa Italia Serie C il Bologna lo cedette alla Sampdoria dove esordì in Serie A. Dopo quattro stagioni a Genova, disputò due campionati nell'Udinese e nel 1990 arrivò all'Inter. Qui giocò per sei stagioni, dal 1990 al 1995, contando in campionato 109 presenze, vincendo inoltre la Coppa UEFA due volte, nel 1991 e nel 1994. Si ritira dal calcio professionistico nel 1997, a 31 anni, continuando ancora per qualche anno nelle categorie dilettantistiche.

### Allenatore
Terminata la carriera da giocatore intraprende quella di allenatore, allenando le squadre del Gan Thiene Villaverla e del Longare Castegnero, in attesa di frequentare il corso di Coverciano. Nella stagione 2011-2012 diventa l'allenatore degli Allievi Nazionali del Bassano Virtus, mentre nella 2012-2013 viene promosso alla guida della formazione Berretti. Il 10 aprile 2014 viene nominato selezionatore della Rappresentativa Under del girone C della Serie D.
Il 13 giugno 2014 diventa il nuovo allenatore del Giorgione in Serie D. Il 23 marzo 2016 viene sollevato dall'incarico. Il 5 aprile viene richiamato alla guida del Giorgione. Al termine della stagione non rinnova il contratto per la stagione 2016-2017. Il 3 giugno 2017, viene nuovamente richiamato sulla panchina del Giorgione in sostituzione di Daniele Pasa passato al Sandonà 1922. Il 17 giugno 2018 diventa il nuovo tecnico del Campodarsego in Serie D. Il 23 ottobre 2019 diventa il nuovo tecnico della Godigese Calcio in Eccellenza. Dopo due stagioni, l’11 maggio 2021 viene sollevato dall’incarico. A Febbraio 2023 viene nominato tecnico della formazione padovana Mestrino Rubano militante in Eccellenza.

## Palmarès

### Competizioni giovanili
- Campionato Allievi Nazionali: 1

Bologna: 1981-1982

### Competizioni nazionali
- Coppa Italia: 2

Sampdoria: 1984-1985, 1987-1988

### Competizioni internazionali
- Coppa UEFA: 2

Inter: 1990-1991, 1993-1994